# Vazeilles-Limandre
Vazeilles-Limandre är en kommun i departementet Haute-Loire i regionen Auvergne-Rhône-Alpes i centrala Frankrike. Kommunen ligger i kantonen Loudes som tillhör arrondissementet Le Puy-en-Velay. År 2022 hade Vazeilles-Limandre 265 invånare.

## Befolkningsutveckling
Antalet invånare i kommunen Vazeilles-Limandre
| Referens: INSEE |